# Ostanes
Ostanes is een monotypisch geslacht van spinnen uit de  familie van de Thomisidae (krabspinnen).

## Soort
- Ostanes pristis Simon, 1895